# دونج دايمون ديزاين بلازا
دونج دايمون ديزاين بلازا (بالإنجليزية: Dongdaemun Design Plaza)‏ هو مركز ثقافي في سول بكوريا الجنوبية، وقد صممته شركة زها حديد للتصميم المعماري. ويُعد أكبر مبنى ثلاثي الأبعاد في العالم.